# Saint-Gobert
Cet article concerne la commune de Picardie. Pour la personne, voir Gobert d'Aspremont.
Pour les articles homonymes, voir Gobert.
Saint-Gobert est une commune française située dans le département de l'Aisne, en région Hauts-de-France.

## Géographie

### Hydrographie
La commune est située dans le bassin Seine-Normandie. Elle est drainée par le Vilpion, le Chertemps et le ruisseau de Beaurepaire,,.
Le Vilpion, d'une longueur de 43 km, prend sa source dans la commune de Plomion et se jette  dans la Serre à Dercy, après avoir traversé 17 communes.

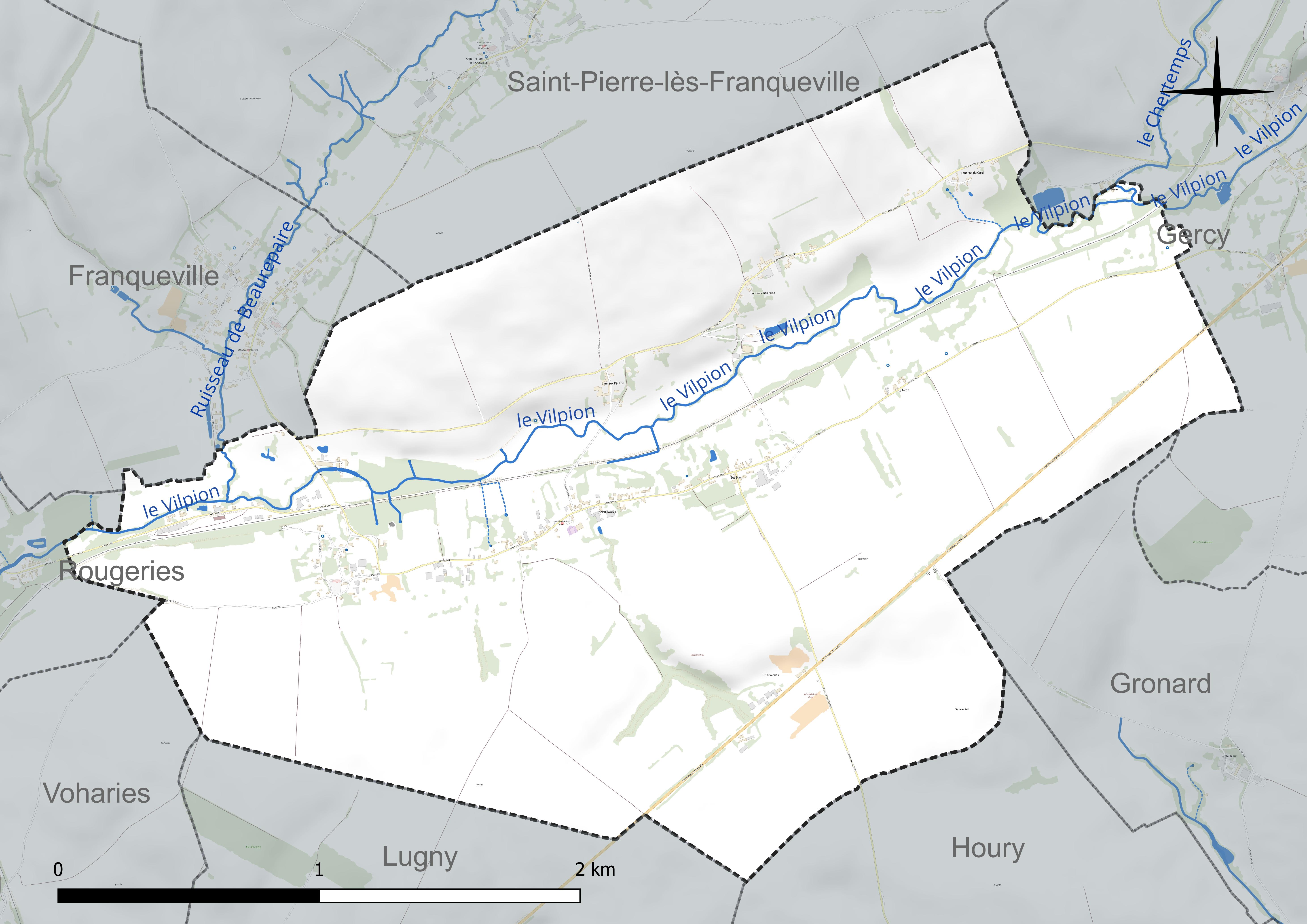
Réseau hydrographique de Saint-Gobert.

### Climat
Pour des articles plus généraux, voir Climat des Hauts-de-France et Climat de l'Aisne.
En 2010, le climat de la commune est de type climat océanique dégradé des plaines du Centre et du Nord, selon une étude du CNRS s'appuyant sur une série de données couvrant la période 1971-2000. En 2020, Météo-France publie une typologie des climats de la France métropolitaine dans laquelle la commune est exposée à un climat océanique altéré et est dans la région climatique Nord-est du bassin Parisien, caractérisée par un ensoleillement médiocre, une pluviométrie moyenne régulièrement répartie au cours de l'année et un hiver froid (3 °C).
Pour la période 1971-2000, la température annuelle moyenne est de 9,9 °C, avec une amplitude thermique annuelle de 15,3 °C. Le cumul annuel moyen de précipitations est de 791 mm, avec 12,9 jours de précipitations en janvier et 9,4 jours en juillet. Pour la période 1991-2020, la température moyenne annuelle observée sur la station météorologique la plus proche, située sur la commune de Fontaine-lès-Vervins à 9 km à vol d'oiseau, est de 10,5 °C et le cumul annuel moyen de précipitations est de 826,3 mm,. Pour l'avenir, les paramètres climatiques de la commune estimés pour 2050 selon différents scénarios d'émission de gaz à effet de serre sont consultables sur un site dédié publié par Météo-France en novembre 2022.

## Urbanisme

### Typologie
Au 1er janvier 2024, Saint-Gobert est catégorisée commune rurale à habitat dispersé, selon la nouvelle grille communale de densité à 7 niveaux définie par l'Insee en 2022.
Elle est située hors unité urbaine. Par ailleurs la commune fait partie de l'aire d'attraction de Vervins, dont elle est une commune de la couronne,. Cette aire, qui regroupe 21 communes, est catégorisée dans les aires de moins de 50 000 habitants,.

### Occupation des sols
L'occupation des sols de la commune, telle qu'elle ressort de la base de données européenne d'occupation biophysique des sols Corine Land Cover (CLC), est marquée par l'importance des territoires agricoles (94,8 % en 2018), une proportion identique à celle de 1990 (94,8 %). La répartition détaillée en 2018 est la suivante : 
terres arables (59,5 %), prairies (35,3 %), zones urbanisées (5,2 %).
L'évolution de l'occupation des sols de la commune et de ses infrastructures peut être observée sur les différentes représentations cartographiques du territoire : la carte de Cassini (XVIIIe siècle), la carte d'état-major (1820-1866) et les cartes ou photos aériennes de l'IGN pour la période actuelle (1950 à aujourd'hui).

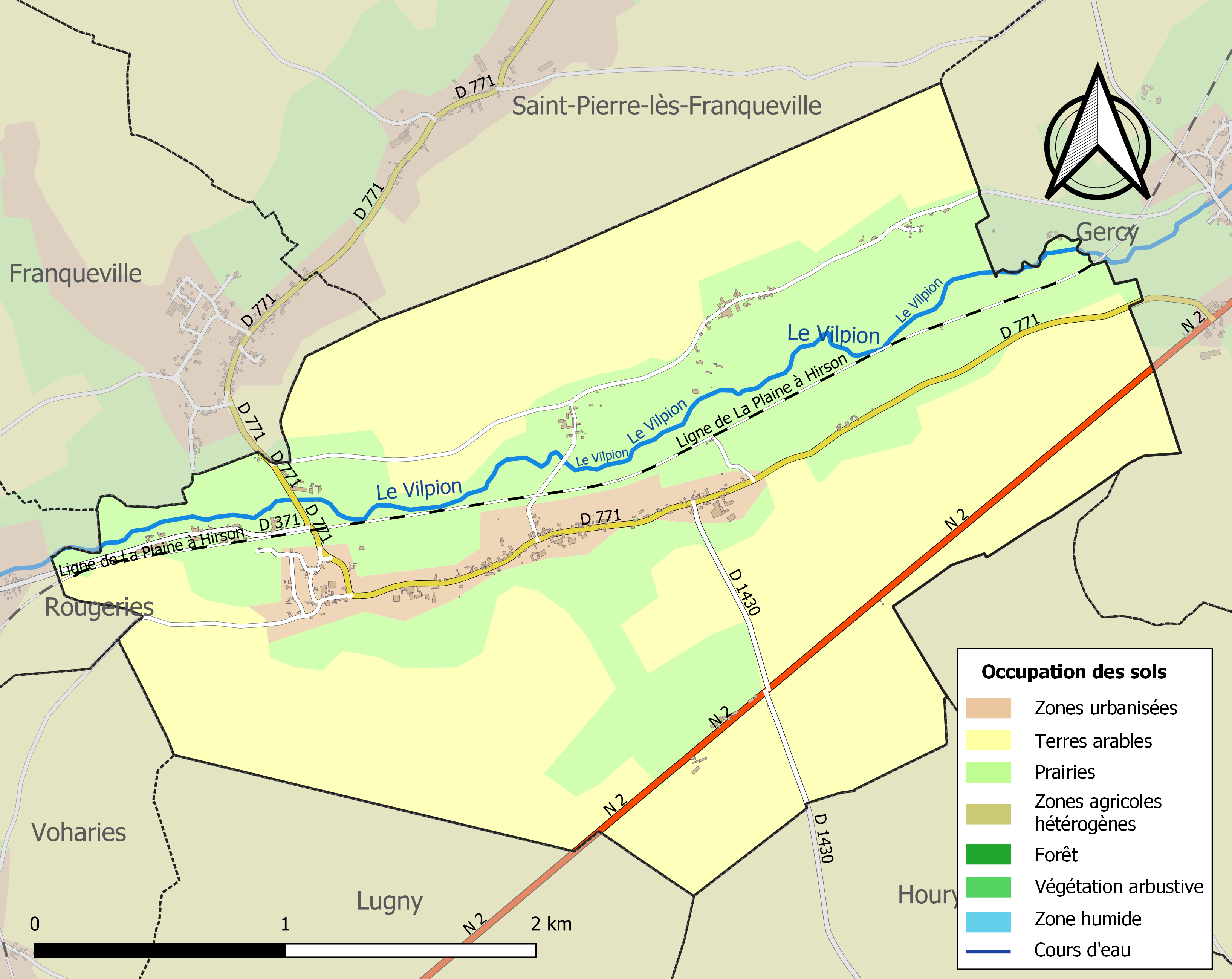
Carte de l'occupation des sols de la commune en 2018 (CLC).

## Toponymie
Le village apparaît pour la première fois en 1095 sous son appellation latine Ecclesia Sancti-Goberti, puis Saint-Goubert, Sainct-Gobert puis l'orthographe actuelle ne variera plus.
La commune est nommée en l'honneur de saint Gobert d'Aspremont.

## Histoire
|  |  |

Ce village emprunte, dit-on, son nom à saint Gobert qui serait venu se retirer sur son territoire à une époque inconnue. Dès le XIe siècle, il existait un chapitre de chanoines à Saint-Gobert. Elinand, évêque de Laon, voyant le relâchement de ces religieux, les chassa en 1092, et donna leur église à l'abbé de Saint-Denis, à la condition qu'il y place des religieux de son abbaye.
Fortifications des églises
Au XVIe siècle, lors des affrontements entre François Ier et Charles Quint, et lors de la guerre franco-espagnole de 1635 à 1659, les villages de la Thiérache furent constamment ravagés aussi bien par les troupes françaises qu'étrangères. C'est à cette époque que la plupart des villages de Thiérache, comme Saint-Gobert, fortifient leurs églises pour permettre aux habitants de s'y réfugier en cas d'attaque. Le clocher ou la nef, faits de hauts murs de briques et surmontés d'un étage, sont flanqués de tours percées de meurtrières. En cas d'attaque de bandes de pillards, les habitants du village s'y réfugiaient avec provisions pour tenir un siège de plusieurs jours.
En août 1651, les troupes de Condé pillèrent le village.
Carte de Cassini
La carte de Cassini montre qu'au XVIIIe siècle, Saint-Gobert est une paroisse située sur le rive gauche du Vilpion. Y est figuré un moulin à eau représenté par une roue dentée.
Sur la rive droite, trois hameaux, la Neux Péchon, la Neux Toulouze et la Neux du Gard existent encore de nos jours avec la dénomination Lanneux.
À l'est Septbois (aujourd'hui "ses Bois") était un hameau qui devait son origine à une ferme qui se trouvait près de la maladrerie qui était également une ferme déjà détruite vers 1850,.
En 1871, une filature fonctionnait dans le hameau de Lanneux du Gard.
Les papeteries

Les nombreux cours d'eau serpentant en Thiérache ont permis l'installation de nombreux moulins à eau : beaucoup ont permis de moudre le grain pour obtenir la farine et d'autres, notamment à Saint-Gobert, Rougeries, Faty, Romery, Voulpaix, Franqueville, Vervins, Thenailles, Harcigny sont devenus des papeteries.
La roue à aubes du moulin entraînait un axe sur lequel étaient fixés des plots avec des maillets qui frappaient la matière première composée pour un quart de déchets de chanvre et de chiffons et le reste de papier recyclé. La pâte obtenue était ensuite travaillée en fonction d'un cahier des charges très strict pour obtenir différents types de papiers qui servaient notamment d'emballage des produits alimentaires dans les épiceries.
Jean-Louis Créplet créa en 1797 une papeterie à Saint-Gobert au lieudit "le Pré à la Barre" à la jonction des ruisseaux du Cher-Temps et du Vilpion. En 1811, elle occupait dix ouvriers. Cette papeterie fut détruite par un incendie en septembre 1875.
L'ancienne ligne de chemin de fer de Paris à Hirson
Saint-Gobert a possédé une gare, partagée avec la commune de Rougeries, située sur la ligne de chemin de fer de Paris à Hirson qui a fonctionné à partir de 1869. En 1910,  huit trains s'arrêtaient chaque jour dans cette gare dans chaque sens (voir les horaires en 1910). Cette gare est aujourd'hui transformée en habitation.
Première Guerre mondiale
Le 29 août 1914, soit moins d'un mois après la déclaration de la guerre, le village est occupé par les Allemands après la défaite de l'armée française lors de la bataille de Guise. Pendant toute la guerre, Saint-Gobert restera loin du front qui se stabilisera à environ 150 km à l'ouest aux alentours de Péronne. Les habitants vivront sous le joug de l'ennemi: réquisitions de logements, de matériel, de nourriture, travaux forcés. Ce n'est que début novembre 1918 que le village sera libéré. Sur le monument aux morts sont écrits les noms des 5 soldats de la commune morts au Champ d'Honneur lors de la Grande Guerre.

## Politique et administration

### Découpage territorial
La commune de Saint-Gobert est membre de la communauté de communes de la Thiérache du Centre, un établissement public de coopération intercommunale (EPCI) à fiscalité propre créé le 31 décembre 1992 dont le siège est à La Capelle. Ce dernier est par ailleurs membre d'autres groupements intercommunaux.
Sur le plan administratif, elle est rattachée à l'arrondissement de Vervins, au département de l'Aisne et à la région Hauts-de-France. Sur le plan électoral, elle dépend du  canton de Marle pour l'élection des conseillers départementaux, depuis le redécoupage cantonal de 2014 entré en vigueur en 2015, et de la troisième circonscription de l'Aisne  pour les élections législatives, depuis le dernier découpage électoral de 2010.

### Administration municipale
| Période                                  | Période                   | Identité         | Étiquette | Qualité                         |
| ---------------------------------------- | ------------------------- | ---------------- | --------- | ------------------------------- |
| Les données manquantes sont à compléter. |                           |                  |           |                                 |
| avant 1877                               | après 1879                | Magnier          |           |                                 |
| Les données manquantes sont à compléter. |                           |                  |           |                                 |
| mars 2001                                | En cours (au 25 mai 2020) | Daniel Dumortier |           | Réélu pour le mandat 2020-2026, |

## Démographie

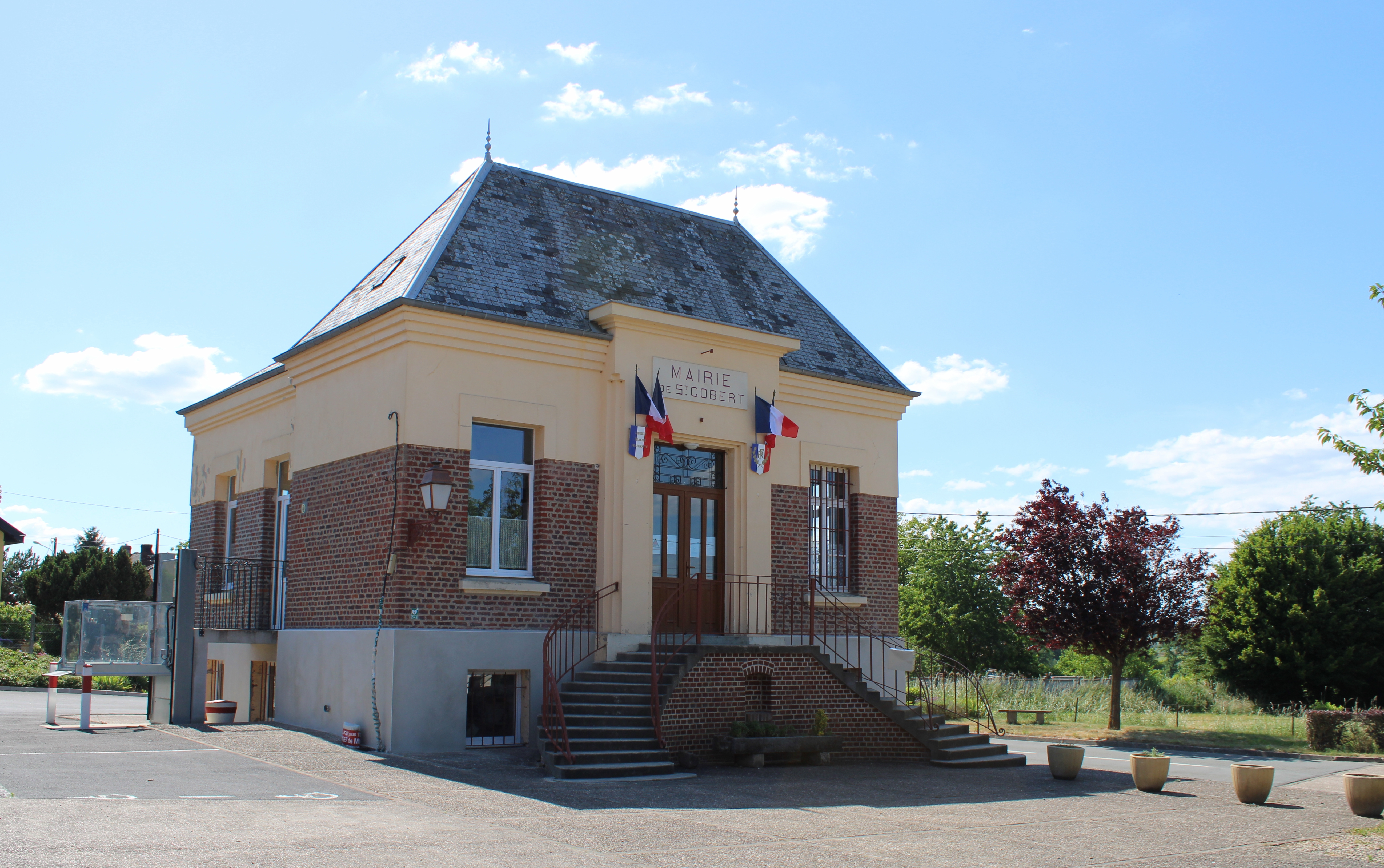
La mairie.

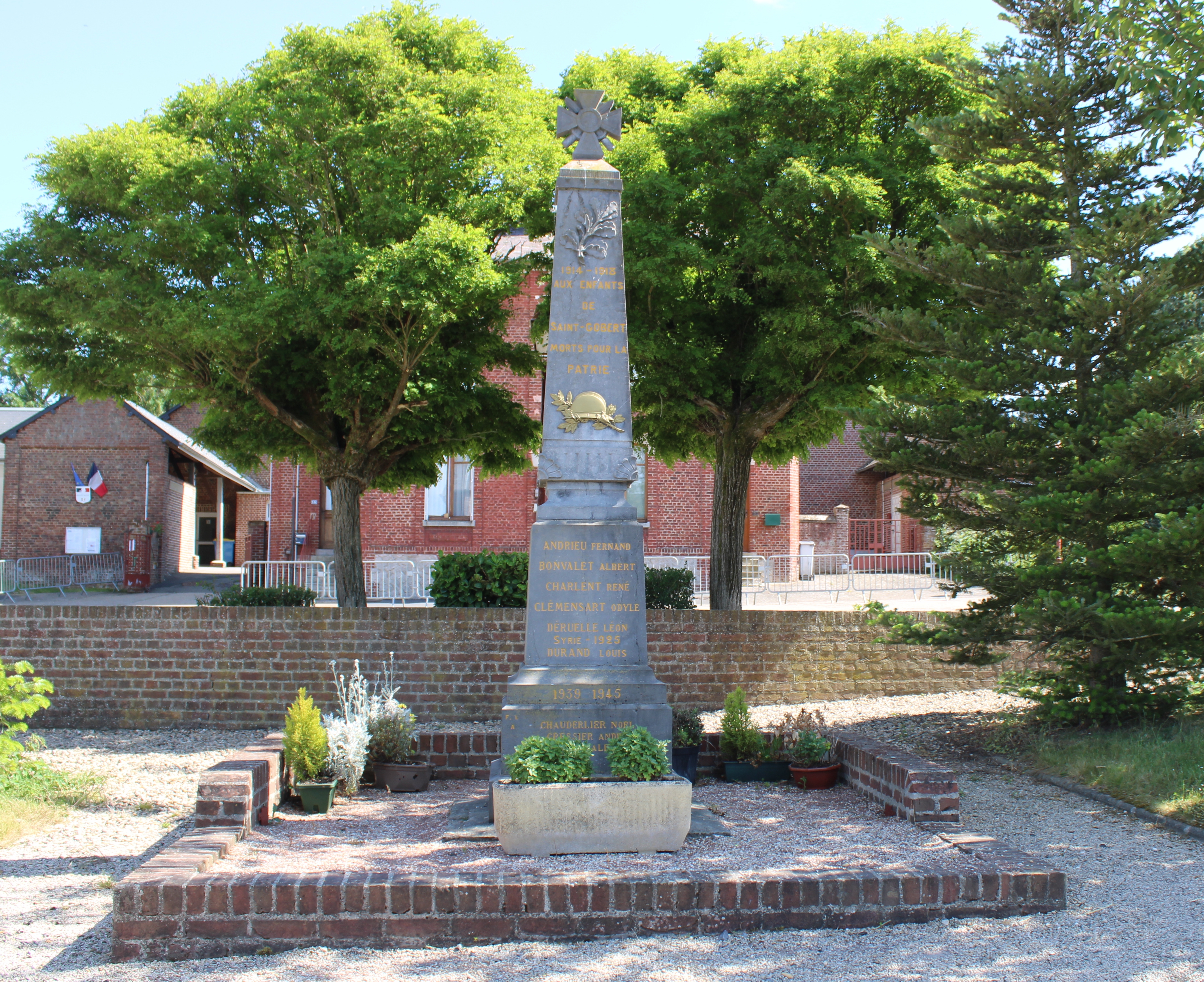
Le monument aux morts.

L'évolution du nombre d'habitants est connue à travers les recensements de la population effectués dans la commune depuis 1793. Pour les communes de moins de 10 000 habitants, une enquête de recensement portant sur toute la population est réalisée tous les cinq ans, les populations de référence des années intermédiaires étant quant à elles estimées par interpolation ou extrapolation. Pour la commune, le premier recensement exhaustif entrant dans le cadre du nouveau dispositif a été réalisé en 2004.

En 2022, la commune comptait 285 habitants, en évolution de +9,2 % par rapport à 2016 (Aisne : −1,97 %, France hors Mayotte : +2,11 %).
| 1793 | 1800 | 1806 | 1821 | 1831 | 1836 | 1841 | 1846 | 1851 |
| ---- | ---- | ---- | ---- | ---- | ---- | ---- | ---- | ---- |
| 507  | 534  | 582  | 519  | 596  | 644  | 628  | 595  | 583  |

| 1856 | 1861 | 1866 | 1872 | 1876 | 1881 | 1886 | 1891 | 1896 |
| ---- | ---- | ---- | ---- | ---- | ---- | ---- | ---- | ---- |
| 690  | 700  | 799  | 880  | 819  | 763  | 825  | 701  | 692  |

| 1901 | 1906 | 1911 | 1921 | 1926 | 1931 | 1936 | 1946 | 1954 |
| ---- | ---- | ---- | ---- | ---- | ---- | ---- | ---- | ---- |
| 661  | 576  | 537  | 454  | 433  | 441  | 465  | 441  | 441  |

| 1962 | 1968 | 1975 | 1982 | 1990 | 1999 | 2004 | 2006 | 2009 |
| ---- | ---- | ---- | ---- | ---- | ---- | ---- | ---- | ---- |
| 420  | 394  | 341  | 338  | 312  | 320  | 313  | 306  | 309  |

| 2014 | 2019 | 2022 | - | - | - | - | - | - |
| ---- | ---- | ---- | - | - | - | - | - | - |
| 272  | 279  | 285  | - | - | - | - | - | - |

## Aspects culturels
Saint-Gobert fait partie des communes ayant reçu l'étoile verte espérantiste, distinction remise aux maires de communes recensant des locuteurs de la langue construite espéranto.

## Lieux et monuments
- Église Saint-Rémi, fortifiée.

### Galerie

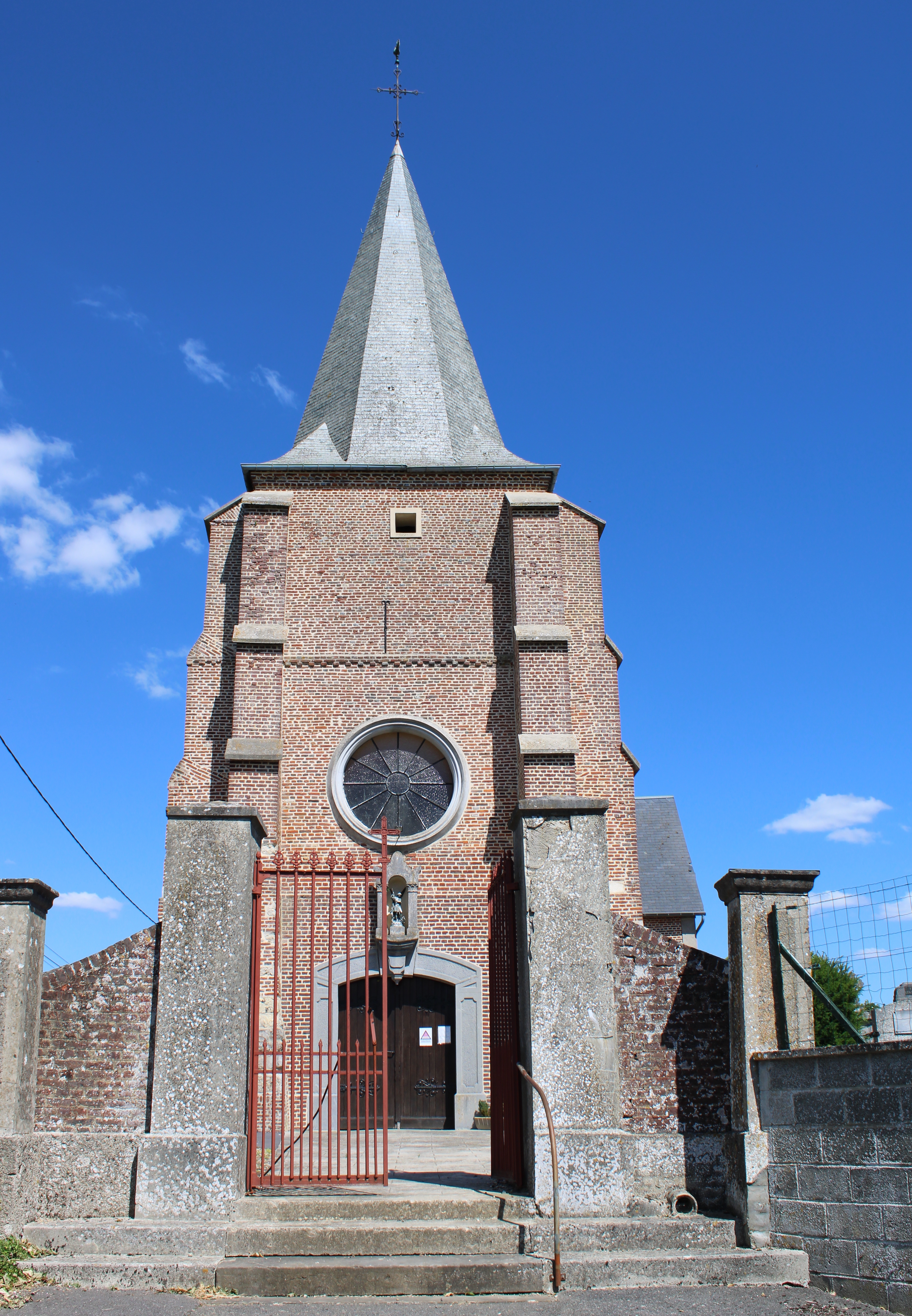
La façade de l'église.
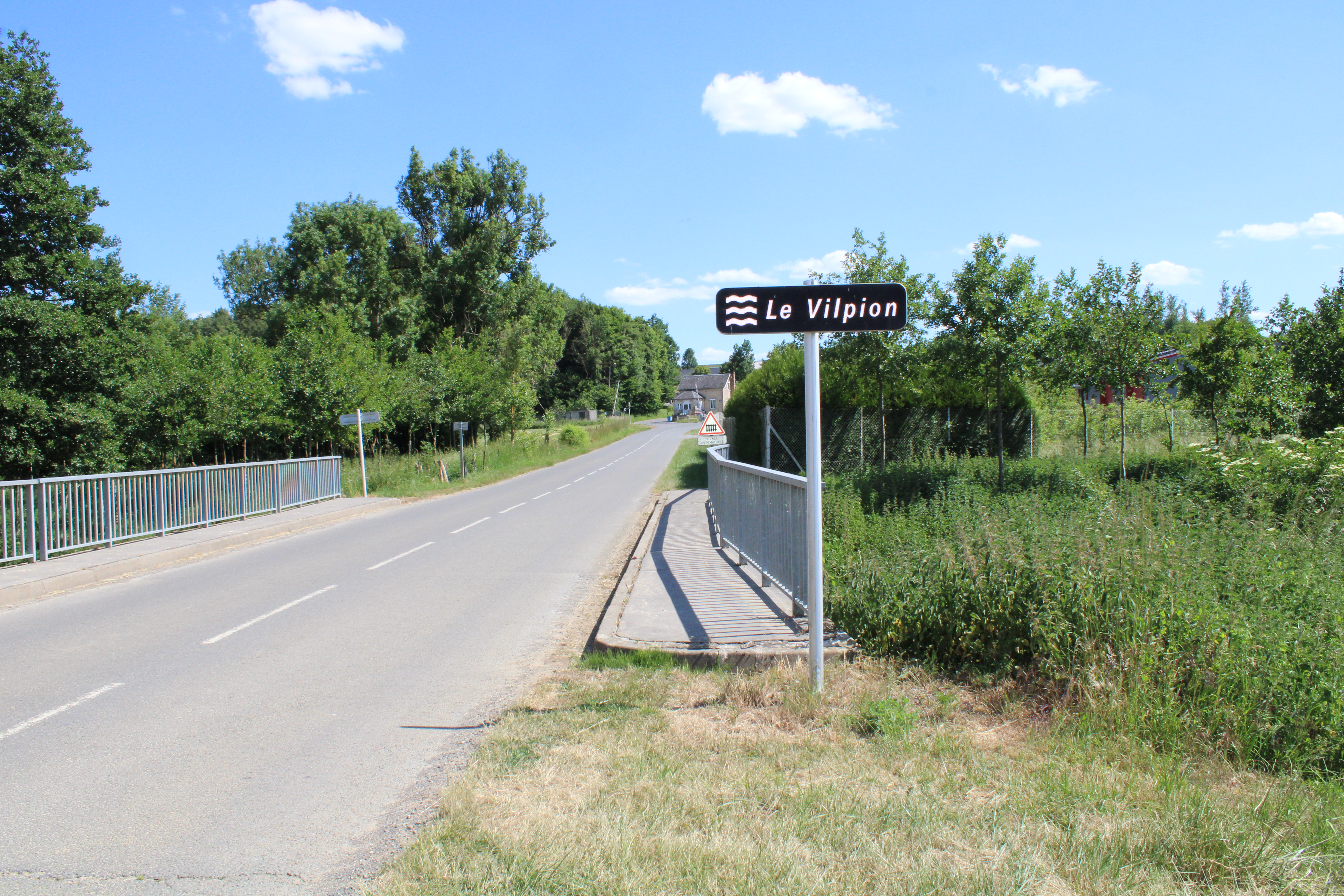
Le Vilpion, ruisseau qui traverse le village.
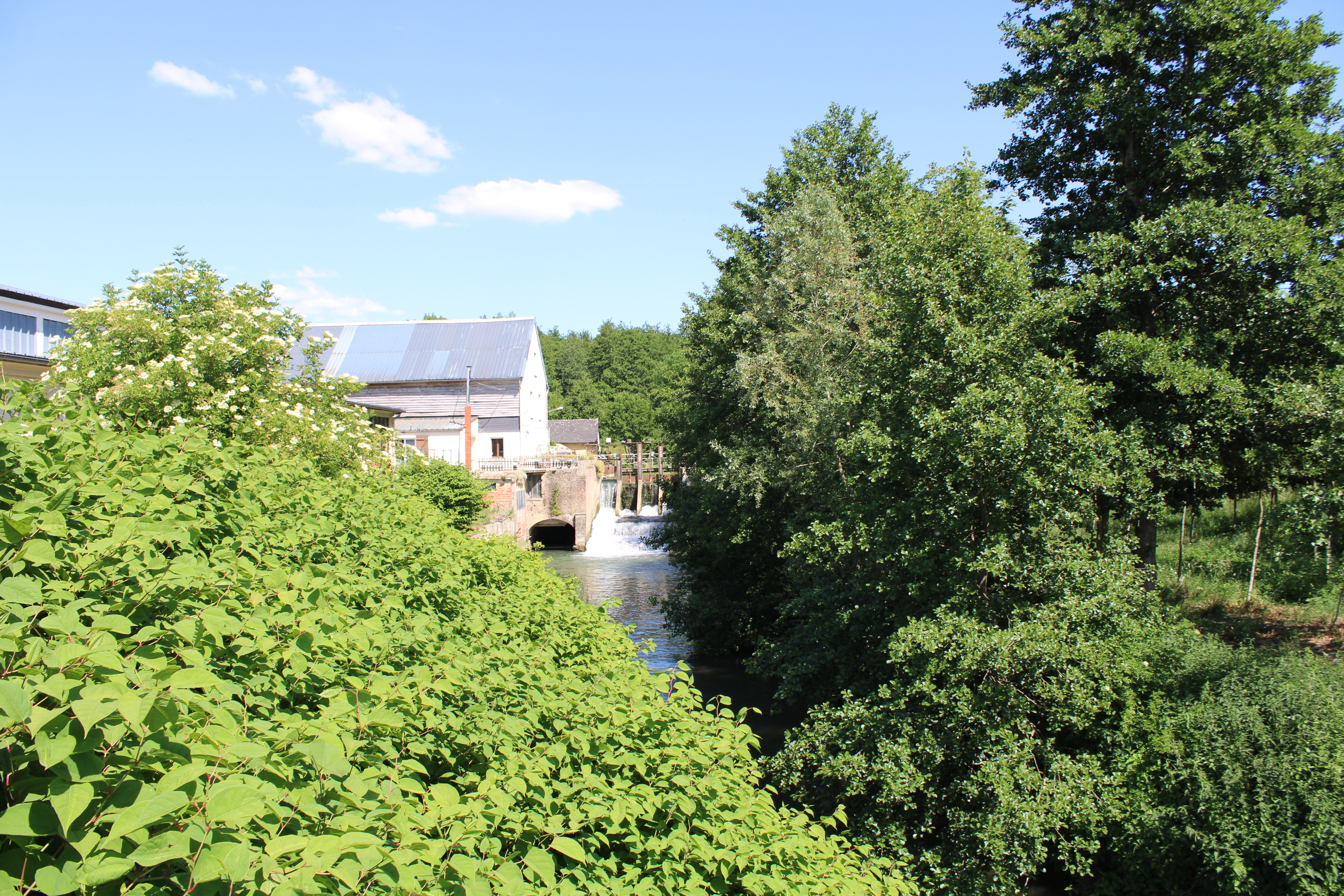
Le moulin sur le Vilpion.
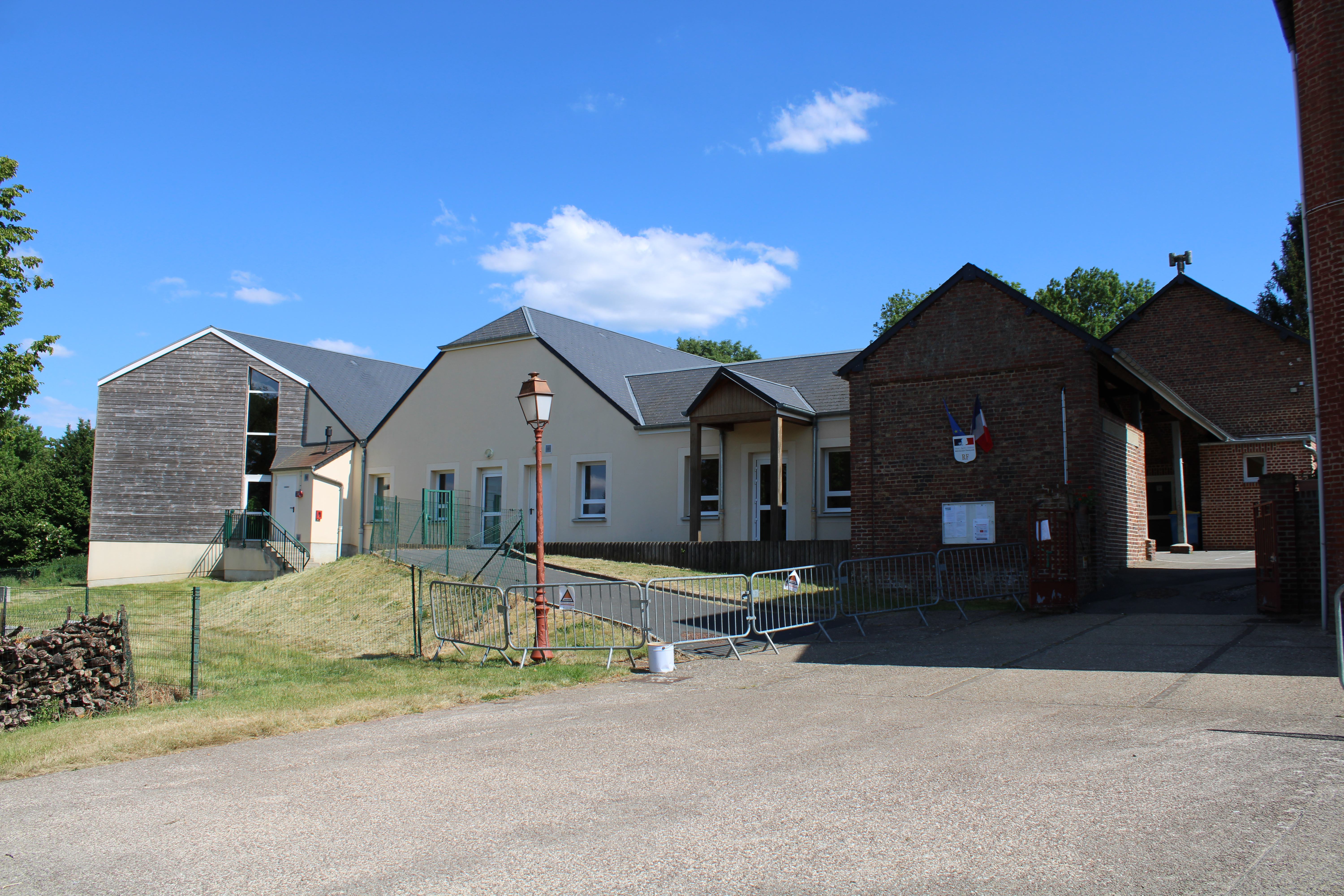
L'école.
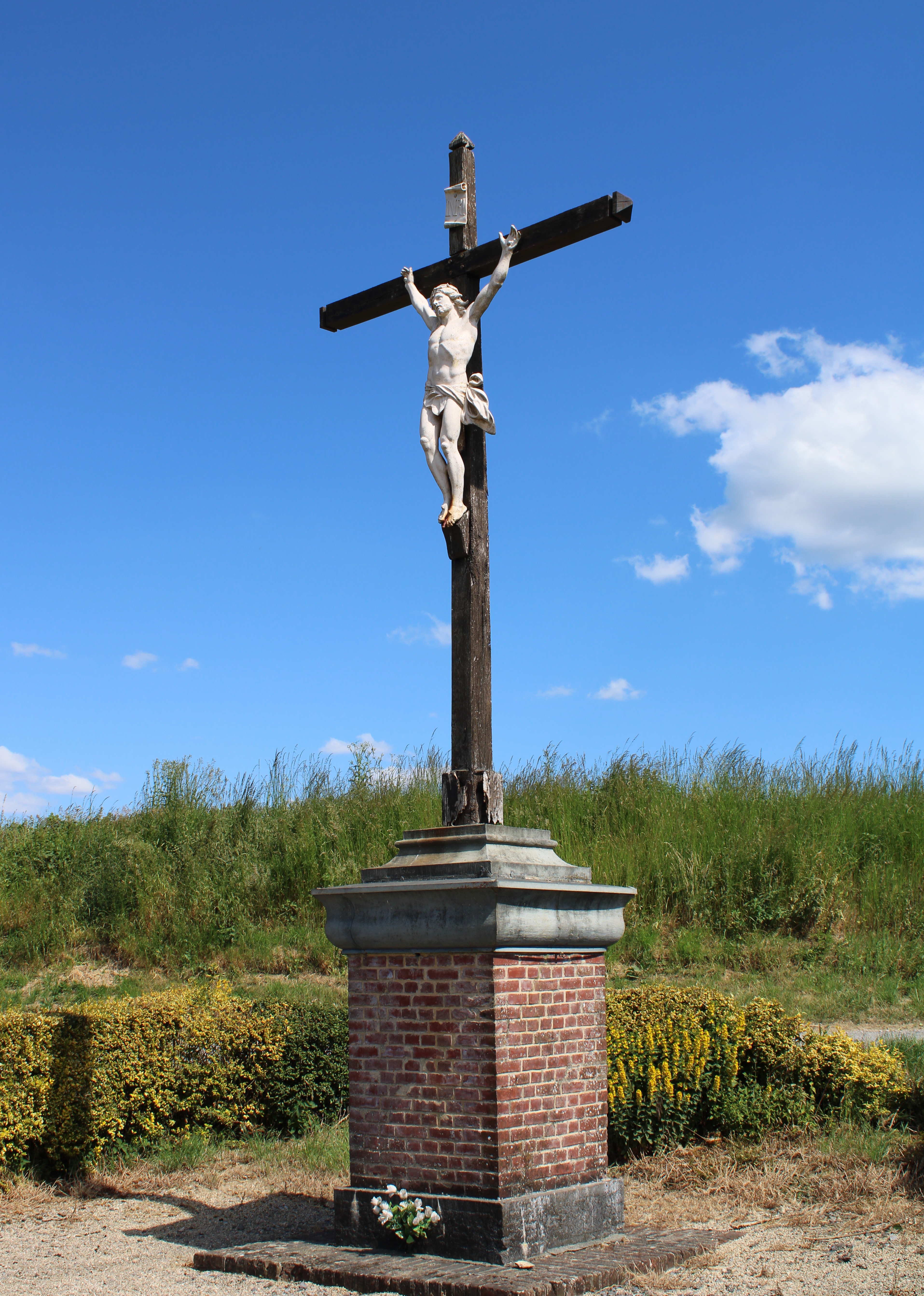
Le calvaire Route de Gercy.
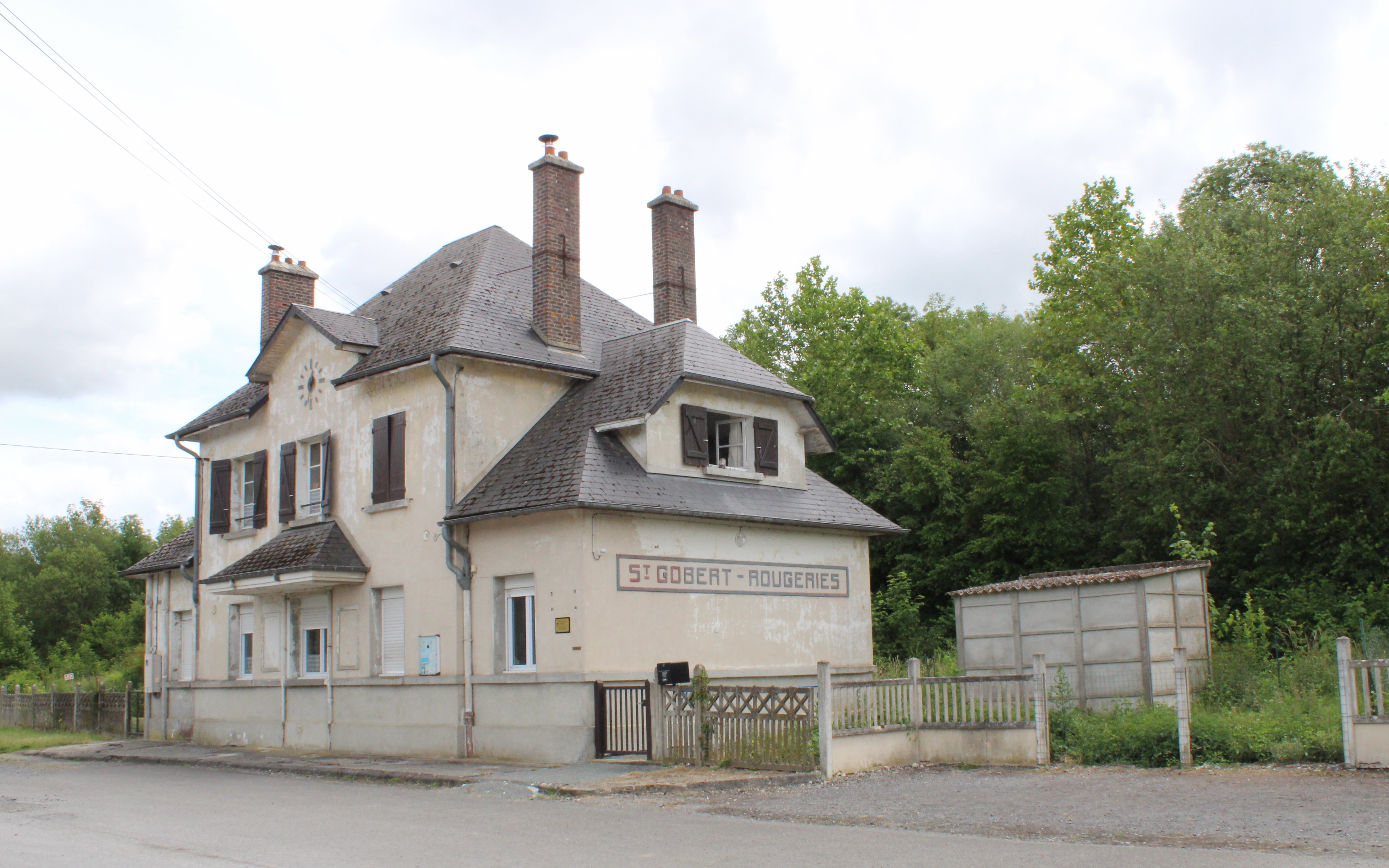
L'ancienne gare commune à Rougeries et Saint-Gobert transformée en habitation.